# Nordingrå
Nordingrå – miejscowość (tätort) w Szwecji w gminie Kramfors w regionie Västernorrland. Około 335 mieszkańców.